# Ivo Lapenna
Ivo Lapenna (Split, 1909. november 5. – Koppenhága, Dánia, 1987. december 15.) horvát származású brit ügyvéd, eszperantista, a University College London professzora. Az Eszperantó Világszövetség főtitkára (1955–1964), majd elnöke (1964–1974).

## Életútja
1909. november 5-én a dalmáciai Splitben született. 1933-ban a Zágrábi Egyetemen szerzett jogi diplomát. A második világháború alatt részt vett az usztasa-rezsim elleni ellenállásban. A háború után az Állami Közlöny főszerkesztője, 1947-ben a Zágrábi Egyetem Jogi Karának egyetemi tanára volt. 1949-ben elhagyta Jugoszláviát, és először Párizsba, majd 1951-ben Londonba költözött. 1962-ben kapta meg a brit állampolgárságot.
Elsősorban az ő munkájának köszönhető, hogy az UNESCO 1954. december 10-én határozatot hozott az eszperantó nyelv mellett, és megadta az Eszperantó Világszövetség számára a tanácsadói státuszt. 1955 és 1964 között a Világszövetség főtitkára, 1964 és 1974 között az elnöke volt.
1987. december 15-én Koppenhágában hunyt el.

## Művei
Horvátul
- Historija diplomacije (1949)

Eszperantó nyelven
- Retoriko (1950)
- Faktoj pri la Internacia Lingvo (1952)
- Principaro de Frostavallen (1956)
- Esperanto en perspektivo (1974, Ulrich Lins-szel és Tazio Carlevaroval közösen)
- Hamburgo en retrospektivo (1975/1977)

Angolul
- State and Law: Soviet and Yugoslav Theory (1964)
- Soviet Penal Policy. A Background Book (1968)